# جان امرسون (فیلم‌ساز)
جان امرسون (انگلیسی: John Emerson؛ ۲۹ مهٔ ۱۸۷۴ – ۷ مارس ۱۹۵۶) یک نمایش‌نامه‌نویس، کارگردان، تهیه‌کننده، و نویسنده اهل ایالات متحده آمریکا بود.